# Myrmecia subfasciata
Myrmecia subfasciata är en myrart som beskrevs av Hugo Viehmeyer 1924. Myrmecia subfasciata ingår i släktet bulldoggsmyror, och familjen myror. Inga underarter finns listade i Catalogue of Life.